# 73442 Feruglio
73442 Feruglio este un asteroid din centura principală de asteroizi.

## Descriere
73442 Feruglio este un asteroid din centura principală de asteroizi. A fost descoperit pe 10 iulie 2002 la Campo Imperatore, în cadrul proiectului CINEOS. Asteroidul prezintă o orbită caracterizată de o semiaxă mare de 3,21 ua, o excentricitate de 0,17 și o înclinație de 3,4° în raport cu ecliptica.